# 中英银公司
中英银公司（英語：British & Chinese Corporation, Ltd.），简称中英公司，是英国历史上一家贷款及投资公司，于1898年由汇丰银行及怡和洋行等英商出资开办，经营对华铁路贷款及铁路建设，本质上是英国资本控制近代中国铁路投资的金融机构。
中英银公司总部设于伦敦，在北京及上海先后设代表处，曾贷款于关内外铁路（京奉铁路）、沪宁铁路、沪杭铁路、广九铁路等，籍此攫取这些铁路的监督、管理权。中英银公司在华营业半个世纪，至1940年代后期尚见于记载。

## 参看
- 東印度公司